# پادشاهان شیطان
پادشاهان شیطان که در ژاپن با نام سنگوکو باسارا (戦国BASARA) شناخته می‌شود، یک بازی ویدئویی در سال ۲۰۰۵ برای پلی‌استیشن ۲ است که توسط کپکام توسعه و منتشر شده است. این اولین قسمت از فرنچایز سنگوکو باسارا است. نسخه غربی به دلیل محدودیت‌های مجوز دارای یک پیش‌درآمد همراه با یک قطعه اصلی بود. این بازی با چندین دنباله و یک مجموعه تلویزیونی انیمه دنبال شد که همه آن‌ها فقط از عنوان و محیط اصلی سنگوکو باسارا استفاده می‌کردند.

## داستان
سنگوکو باسارا در دوره سنگوکو یا دوره کشورهای متخاصم در ژاپن فئودالی رخ می‌دهد که طی آن ژاپن به بسیاری از ایالت‌های کوچک تقسیم شد که بر سر قدرت و زمین می‌جنگیدند. این بازی دارای دو جنگ سالار تاریخی به عنوان قهرمانان اصلی است: داته ماسامونه و سانادا یوکیمورا.
شخصیت اصلی پادشاه شیطان (اودا نوبوناگا در سنگوکو باسارا) است.

## گیم پلی
این یک بازی هک اند اسلش و اکشن شبیه به شیطان هم می‌گرید، خاندان قهرمانان و جنگجویان سامورایی است.
تغییرات قابل توجهی در گیم پلی بازی در نسخه‌های غربی انجام شد. چهار نفر از شخصیت‌ها غیرقابل بازی شدند و مهارت‌های مختلف حذف یا اضافه شدند. سطوح دشواری تغییر کردند تا بازی دشوارتر شود (با تبدیل شدن ژاپنی Normal به Easy و ژاپنی Hard عادی، و پاداش Easy 30% EXP کمتر و بدون سلاح 3rd+ در حالی که Normal پاداش عادی ژاپنی را حفظ می‌کند). سیستم مبارزه نیز اصلاح شد و عنصری به نام "پرایمینگ" اضافه شد (یکی از حملات ویژه شخصیت‌ها حمله پرایمینگ بود و از آن حمله برای دشمنان "Prime" استفاده کرد و آنها را در معرض آسیب قرار داد و امکان زنجیره‌های ترکیبی بالاتر را فراهم کرد)

## شخصیت‌ها
- داته ماسامونه (اژدهای لاجوردی)
- سانادا یوکیمورا (عقرب)
- تاکدا شینگن (مینوتور قرمز)
- ساروتوبی ساسوکه (تالون)
- کاسوگا (ونوس)
- اودا نوبوناگا (پادشاه شیطان)
- نوهیمه (بانو پروانه)
- موری رانمارو (هورنت)
- آکچی میتسوهیده (ماشین درو)
- اوئه‌سوگی کنشین (فراست)
- ایتسوکی (پفک)
- ژاوی (کیو بال)
- مائدا توشی‌ایه (لارک)
- مائدا ماتسو (برامبل)
- شیمازو یوشی‌هیرو (زان)
- توکوگاوا ایه‌یاسو (ایردن)
- موری موتوناری (کهز)
- چوسوکابه موتوچیکا (ارسلان)
- هوجو اوجیماسا (اورویک)
- ایماگاوا یوشیموتو (موری)
- هوندا تاداکاتسو (گاوآهنی)

## بومی سازی
هنگام انتشار سنگوکو باسارا، کپ‌کام سعی کرد مخاطبان غربی را جذب کند، با حذف تمام ارجاعات سنگوکو و ژاپنی به نفع یک داستان فانتزی عمومی که به‌طور مبهم با فرنچایز موفق کپ‌کام شیطان هم می‌گرید مرتبط است (حتی برای عنوان جلد از فونت نوع DMC استفاده شده است. پادشاهان شیطان).
گزیده‌ای از مصاحبه آی‌جی‌ان با هیرویوکی کوبایاشی، تهیه‌کننده بازی:
کوبایاشی: پادشاهان شیطان در ژاپن سنگوکو باسارا نامیده می‌شود، و بر تاریخ ژاپن تمرکز دارد. وقتی داشتیم بازی را می‌ساختیم، به خود می‌گفتیم: "چه کاری می‌توانیم انجام دهیم تا این بازی را متمایز کنیم تا این بازی از سایر بازی‌های هک اند اسلش متفاوت باشد؟" و ما به این نتیجه رسیدیم که این راز شاید در بازی‌های دیگری باشد که کپکام انجام داده است. گفتیم، "بیایید به شخصیت‌ها نوعی حس شیطان هم می‌گرید بدهیم - برخی حرکات بسیار جالب، مانند چیزهایی که ممکن است در شیطان هم می‌گرید ببینید. بیایید کاراکترها را کاملاً و کاملاً متمایز از یکدیگر کنیم. مبارز خیابانی ۲." این نسخه ژاپنی است. سپس، گفتیم، "خوب، بیایید آن را در آمریکای شمالی و اروپا منتشر کنیم - چه کاری می‌توانیم انجام دهیم تا دوباره متفاوت شود؟ چه کاری می‌توانیم انجام دهیم تا برای مخاطبان آمریکای شمالی و اروپایی جذاب شود؟" پس از چند بحث، تصمیم گرفتیم که در ژاپن فئودال با سامورایی‌ها و نینجاها بازی نکنیم، بلکه در عوض یک بازی تاریک، کمی شیطانی و فضایی فانتزی داشتیم، یک بازی با احساس بزرگ شیطان هم می‌گرید. . پس ما گفتیم: "باشه، تاریک می‌کنیم." اسم آن را پادشاهان شیطان بگذارید. شخصیت اصلی یک شرور خواهد بود. ما پس‌زمینه را تیره‌تر می‌کنیم، حرکات بیشتری می‌دهیم، توانایی بیشتری برای تقویت شخصیت شما و چیزهایی از این قبیل برای بازارهای آمریکای شمالی و اروپا ارائه می‌کنیم.
آی‌جی‌ان: به علاوه از نظر تاریخی دقیق نیست؟
کوبایاشی: نسخه ژاپنی بازی بر اساس تاریخ ژاپنی ساخته شده است. برخی از عناصر فانتزی وجود دارد که در واقع اتفاق نیفتاده اند، البته به اندازه کافی وجود دارد. با نسخه‌های آمریکای شمالی و اروپایی، ما آن عنصر را به‌طور کامل حذف کرده‌ایم. برخی از پس زمینه‌ها ممکن است آن استعداد ژاپنی را حفظ کنند. بسیاری از آنها این کار را نمی‌کنند و کاملاً جدید هستند. بسیاری از دشمنان کاملاً جدید هستند. و دیگر اصلاً مبتنی بر ایده ژاپن فئودالی نیست. آن قسمت از بازی اکنون به تاریک تر تغییر کرده است.
این تغییرات به‌عنوان محبوبیت نداشتند، زیرا نسخه پادشاهان شیطان یک شکست انتقادی و تجاری بود و دیگر بازی سنگوکو باسارا به آمریکای شمالی و اروپا عرضه نشد تا اینکه سنگوکو باسارا: قهرمانان سامورایی در پاییز ۲۰۱۰ منتشر شد.

## نقدها و نمرات
نسخه غربی شده پادشاهان شیطان بر اساس بازبینی جمعی وبگاه متاکریتیک، نقدهای «مختلط یا متوسط» دریافت کرد.
نسخه ژاپنی با نظرات «عموماً مطلوب» طرفداران، منتقدان و مصرف‌کنندگان مواجه شد. به نظر می‌رسد طرفداران این فرنچایز به نسخه ژاپنی نقدهای مثبت و نسخه غربی نقدهای منفی داده‌اند با یکی از این موارد، «در حالی که سنگوکو باسارا یک کلاسیک کالت در بین طرفداران و گیمرها محسوب می‌شد، پادشاهان شیطان محلی سازی وحشتناک یک بازی خوب در نظر گرفته می‌شد که باید برای نسخه‌های غربی آن بدون تغییر باقی مانده است.» این بازی ۸/۸/۷/۸ برای مجموع ۳۱/۴۰ از مجله هفتگی بازی‌های ویدیویی ژاپنی فامیتسو دریافت کرد. این بازی بعداً تحت عنوان بهترین برچسب پلی‌استیشن ۲ (به این معنی که در ژاپن پرفروش است) مجدداً منتشر شد. این بازی در مجموع ۸۸۷۱۱ واحد در طول هفته اول فروش خود در ژاپن فروخت و پرفروش‌ترین بازی هفته بود. این بازی در مجموع ۲۳۲۵۸۹ واحد در ژاپن فروخته است.

## دنباله‌ها
دو دنباله اول Sengoku Basara 2 و Sengoku Basara 2 Heroes در سال ۲۰۰۶–۲۰۰۷ در ژاپن برای پلی‌استیشن ۲ منتشر شدند و به دنبال آن دو بازی اسپین آف عرضه شدند. بازی اصلی بعدی این سری سنگوکو باسارا: قهرمانان سامورایی برای پلی‌استیشن ۳ و وی معرفی شد و در ۲۹ ژوئیه ۲۰۱۰ در ژاپن منتشر شد.